# Lambert Wilson
Lambert Wilson (Neuilly-sur-Seine, 3 augustus 1958) is een Franse acteur. Hij is de zoon van de acteur Georges Wilson, die half Iers/half Frans is.
In de beginjaren van de carrière als acteur van Wilson speelde hij vooral in Franse televisieseries. De laatste jaren speelt hij meer in veelal Amerikaanse films. In 1995 was Wilson een van de toekomstige Bond-kandidaten, maar dit werd uiteindelijk Pierce Brosnan. In 2003 speelde hij mee in de laatste twee delen van de Matrix-trilogie.

## Filmografie (beknopt)
- Sahara (1983) [1]
- The Leading Man (2001)
- Babylon A.D. (2008)
- Flawless (2007)
- Sahara (2005) [2]
- Catwoman (2004)
- Timeline (2003)
- The Matrix Revolutions (2003)
- The Matrix Reloaded (2003)
- Des hommes et des dieux (2010)
- Suite Francaise (2014)
- La Vache (2016)
- Telle mère, telle fille (2017)
- De Gaulle (2020)
- Benedetta (2021)
- The Matrix Resurrections (2021)
- Star Wars: Visions (2023, stem)

## Prijzen
- 1990: Jean Gabinprijs